# Adalfredo (nome)
Adalfredo  è un nome proprio di persona italiano maschile.

## Varianti
- Femminili: Adalfreda[1]

### Varianti in altre lingue
- Anglosassone: Æðelfrið[2]
- Latino: Adalfredus[1]

## Origine e diffusione
Nome di origine germanica, può essere ricondotto all'anglosassone Æðelfrið, composto da æðel ("nobile") e frið ("pace"); il significato è quindi "nobile pacifico". In Inghilterra, dopo la conquista normanna, il nome cadde largamente in disuso.

## Onomastico
Essendo un nome adespota, ovvero, non portato da alcun santo, l'onomastico si può festeggiare il 1º novembre, giorno di Ognissanti.

## Persone
- Adalfredo, vescovo di Bologna